# Luciano Martino
Luciano Martino (ur. 22 grudnia 1933 w Rzymie, zm. 14 sierpnia 2013 w Malindi) – włoski aktor, producent filmowy, reżyser i scenarzysta.

## Filmografia
aktor
- 1972: II Paese del sesso selvaggio
- 2000: Alguien vio a Lola?
- 2005: Ricotta jako Profesor Gigliardi

scenarzysta
- 1955: Najpiękniejsza kobieta świata
- 1958: La Nipote Sabella
- 1961: Kolos z Rodos
- 1962: Pojedynek ognia
- 1967: 10.000 dollari per un massacro
- 1972: Domani passo a salutare la tua vedova... parola di Epidemia
- 1983: La Guerra del ferro - Ironmaster
- 1992: W moim pokoju

reżyser
- 1965: Le Spie uccidono a Beirut
- 1971: I Segreti della citta piu nude del mondo
- 1990: Nel giardino delle rose
- 2000: Un Ojo al gato y otro al garabato

producent
- 1963: II Demonio
- 1967: 10.000 dollari per un massacro
- 1969: Cosi dolce... cosi perversa
- 1972: II Tuo vizio e una stanza chlusa e solo lo ne ho la chiave
- 1976: Roma a mano armata
- 1982: Assassinio al cimitero etrusco
- 2006: Reżyser ceremonii ślubnych
- 2009: Tutti intorno a Linda
- 2010: Gorbaciof